# Список камер GoPro

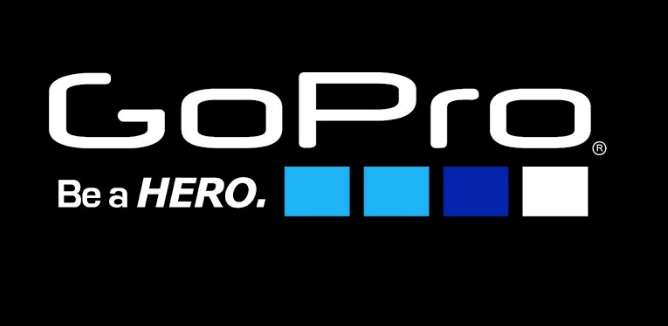
Логотип и слоган GoPro

GoPro — торговая марка компании GoPro Inc., до февраля 2014 года носившей название Woodman Labs (по фамилии основателя Николаса Вудмана). Под этим брендом производятся экшн-камеры и аксессуары для экстремальной видеосъёмки.
В данном списке представлен список камер, выпущенных компанией GoPro. В список не включены изделия для панорамной съёмки GoPro Omni и GoPro Odyssey, фактически являющиеся лишь каркасами для крепления нескольких камер Hero4, а также квадрокоптер GoPro Karma.

## Легенда
- Фото — изображение самой камеры без чехла или аквабокса (кроме моделей с несъёмным аквабоксом).
- Название — официальное наименование камеры.
- Индекс — каталожный идентификатор (номер) производителя.
- Дата выпуска — дата официального анонса камеры, для удобства указывается начиная с года. Если точный день анонса неизвестен, дата указывается с точностью до месяца.
- Габариты — физические размеры и масса камеры с аккумулятором, но без аксессуаров.
- Процессор — модель используемого процессора. Начиная с модели HD Hero, во всех камерах долгое время использовались процессоры компании Ambarella семейств A5, A7 и A9. По данным источников, GoPro была основным клиентом компании Ambarella. С 2016 года в камерах GoPro применяется «чип GP1» — полузаказной процессор, разработанный Socionext на основе SC2000 и обозначаемый как SC2000A.
- Особенности — краткое описание камеры и её ключевых свойств.
- Ссылки — оформленные ссылки на подробные обзоры камер.

Если тот или иной параметр неизвестен (не упоминается в источниках), он не указывается. Современные актуальные модели камер, выпускаемые в настоящее время, выделены зелёным цветом. Таблица отсортирована в хронологическом порядке — от старых к новым.

## Список
| Фото | Название                           | Индекс    | Дата выпуска      | Габариты                | Процессор                 | Особенности | Ссылки                                    |
| ---- | ---------------------------------- | --------- | ----------------- | ----------------------- | ------------------------- | --- | ----------------------------------------- |
|      | GoPro GP Hero                      |           | 2005, 13 апреля   | 64х76х35 мм, 204 г      |                           | Первая и единственная плёночная камера GoPro. В отличие от последующих моделей, могла делать только фотографии (до 24 снимков на одной плёнке 35 мм Kodak 400/24). В ряде источников ошибочно именуется Hero 35mm. | [ 1 ] [ 2 ]                               |
|      | GoPro Digital Hero                 | GDH20     | 2006, июль        | 44x66x32 мм, 128 г      |                           | Первая цифровая камера GoPro. Имела встроенную память 16 МБ и могла записывать 10-секундные видео 320х240 с частотой 10 fps. Питание — 2 батарейки ААА. | [ 3 ]                                     |
|      | GoPro Digital Hero 3               | GDH30     | 2007              | 44x66x32 мм, 128 г      |                           | Первая камера GoPro, оснащённая слотом для карты памяти. Могла снимать видео в разрешении 512 x 384. В остальном полный аналог предыдущей модели. | [ 4 ]                                     |
|      | GoPro Digital Hero 5               | GDH50     | 2007              | 44x66x32 мм, 128 г      |                           | Использует новую матрицу 5 мегапикселей, может снимать видео 30 fps. В остальном — полный аналог прошлой модели. | [ 5 ]                                     |
|      | GoPro Digital Hero Wide            | GWH5170   | 2008, 5 декабря   |                         |                           | Впервые появились крепления на мотоциклетный шлем и другие места, в связи с чем камера рекламировалась как GoPro for Motorsport. Впервые появилась фирменная упаковка с картонным низом и прозрачным верхом — такой же дизайн используется по наши дни. | [ 6 ] [ 7 ]                               |
|      | GoPro HD Hero 960                  | CHD96-001 | 2010, 6 августа   | 42x60x30 мм, 94 г       | Ambarella A2              | Камера получила возможность HD-съёмки (1280х720 и 1280х960). Отказались от окошка видоискателя. Впервые вместо батареек ААА используется аккумулятор. | [ 8 ] [ 9 ]                               |
|      | GoPro HD Hero                      | CHDNH-001 | 2011, 25 января   | 42×30×60 мм, 94 г       | Ambarella A5              | Появился режим съёмки FullHD (1920x1080). Продавалась в четырёх комплектациях — Naked, Helmet, Motorsport и Surf — различалось количество аксессуаров в комплекте. | [ 10 ] [ 11 ]                             |
|      | GoPro HD Hero 2                    | CHDOH-002 | 2011, 24 октября  | 42×30×60 мм, 94 г       | Ambarella A5              | Внешне камера почти не изменилась. За счёт нового 11-Мп сенсора появились новые режимы съёмки. Появился разъём MiniHDMI. Выпускалась в комплектациях Outdoor, Motorsport и Surf. | [ 11 ] [ 12 ]                             |
|      | GoPro Hero3 White                  | CHDHE-301 | 2012, 17 октября  | 59×41×29 мм, 74 г       | Ambarella A5              | Самая дешёвая камера новой линейки Hero3. Технически — копия модели HD Hero, но в новом более компактном исполнении и со встроенным модулем Wi-Fi. Цифра 3 на корпусе — белая (white). | [ 13 ]                                    |
|      | GoPro Hero3 Silver                 | CHDHN-301 | 2012, 17 октября  | 59×41×29 мм, 74 г       | Ambarella A5              | Технически — копия модели HD Hero 2, но в новом более компактном исполнении и со встроенным модулем Wi-Fi. Цифра 3 на корпусе — серебристая (silver). | [ 14 ] [ 15 ]                             |
|      | GoPro Hero3 Black                  | CHDHX-301 | 2012, 17 октября  | 59×41×29 мм, 77 г       | Ambarella A7              | Флагман линейки Hero3, полностью новая модель. Впервые реализована съёмка видео в разрешении 4K (3840×2160 и 4096×2160), однако с интерполяцией. | [ 16 ]                                    |
|      | GoPro Hero3+ Silver                | CHDHN-302 | 2013, октябрь     | 59×41×21 мм, 75 г       | Ambarella A7              | Увеличилась ёмкость аккумулятора с 1050 мАч до 1180 мАч. Появилась возможность снимать в режиме FullHD 60fps (Hero3 Silver умела только в 1080/30), пропал режим ProTune. | [ 17 ]                                    |
|      | GoPro Hero3+ Black                 | CHDHX-302 | 2013, октябрь     | 59×41×21 мм, 75 г       | Ambarella A7              | Увеличилась емкость аккумулятора с 1050 мАч до 1180 мАч. Остальные изменения по сравнению с Hero3 Black несущественные, в основном программные. | [ 18 ] [ 19 ] [ 20 ]                      |
|      | GoPro Hero                         | CHDHA-301 | 2014, 16 сентября | 75x76x50 мм, 111 г      | Ambarella A7              | Камера получила новый дизайн, при этом поставлялась в неразборном аквабоксе, оснащалась аккумулятором увеличенной ёмкости. Неофициально распространены ошибочные названия Hero 2014 и Hero4 Grey. | [ 21 ]                                    |
|      | GoPro Hero4 Silver                 | CHDHY-401 | 2014, 16 сентября | 59×41×29 мм, 82 г       | Ambarella A7              | Технически — аналог Hero3+ Black, в новом дизайне и с экраном в задней части (первая камера GoPro с задним экраном). Базовая модель новой линейки Hero4. | [ 22 ] [ 23 ] [ 24 ]                      |
|      | GoPro Hero4 Black                  | CHDHX-401 | 2014, 16 сентября | 59x41x29 мм, 87 г       | Ambarella A9              | Полностью новая камера. По дизайну аналогична версии Silver, но не имела заднего экрана. Режимы видео — вплоть до UltraHD 30fps, FullHD 120fps и HD 240fps. | [ 23 ] [ 25 ] [ 26 ]                      |
|      | GoPro Hero+                        | CHDHC-101 | 2015, май         | 65x60x45 мм, 123 г      | Ambarella A7              | Аналог модели Hero с единственным отличием: добавлен модуль Wi-Fi и кнопка для его включения на корпусе. | [ 27 ]                                    |
|      | GoPro Hero+ LCD                    | CHDHB-101 | 2015, июнь        | 65x60x45 мм, 127 г      | Ambarella A7              | Единственное отличие от предыдущей версии — экран на задней стороне. В связи с этим несъёмный аквабокс оснащён откидывающейся крышкой для доступа к нему. | [ 28 ]                                    |
|      | GoPro Hero4 Session                | CHDHS-101 | 2015, июль        | 38x38x38 мм, 74 г       | Ambarella A7              | Принципиально новый форм-фактор камеры: «кубик» размерами меньше 4 см и единственная кнопка управления. | [ 29 ] [ 30 ]                             |
|      | GoPro Hero Session                 | CHDHS-102 | 2016, 19 сентября | 38x38x38 мм, 74 г       | Ambarella A7              | Полный аналог предыдущей модели, фактически — её ребрендинг в связи с выходом семейства Hero5. При этом новая камера имеет более бедный комплект аксессуаров и стоит дешевле. | [ 31 ] [ 32 ]                             |
|      | GoPro Hero5 Session                | CHDHS-501 | 2016, 19 сентября | 38x38x38 мм, 74 г       | Ambarella A9              | Новая камера-кубик, теперь в семействе Hero5. Дизайн и габариты не изменились. Появились новые режимы съёмки. Поддерживается облачный сервис GoPro Plus. | [ 31 ] [ 33 ]                             |
|      | GoPro Hero5 Black                  | CHDHX-501 | 2016, 19 сентября | 62x33x45 мм, 118 г      | Ambarella A9              | Флагман линейки Hero5. Появился модуль GPS, голосовое управление, 2-дюймовый задний экран, а также поддержка сервиса GoPro Plus. | [ 26 ] [ 34 ] [ 35 ]                      |
|      | GoPro Hero6 Black                  | CHDHX-601 | 2017, 28 сентября | 62х33х45 мм, 118 г      | Socionext SC2000A («GP1») | Новая флагманская камера, внешне полностью повторяющая Hero5 Black. Главная особенность — использование процессора, разработанного Socionext по заказу GoPro и обозначаемого GP1, который позволяет снимать видео FullHD 240fps и UltraHD 4K 60fps. | [ 36 ] [ 37 ] [ 38 ] [ 39 ]               |
|      | GoPro Fusion                       | CHDHZ-103 | 2017, 28 сентября | 89x76x25 мм, 227 г      | Socionext SC2000A («GP1») | Первая 360-градусная камера GoPro, позволяющая снимать круговые панорамы. Для работы одновременно задействует две карты памяти MicroSD. | [ 40 ] [ 41 ] [ 42 ]                      |
|      | GoPro Hero (2018)                  | CHDHB-501 | 2018, 29 марта    | 62х33х45 мм, 117 г      | Ambarella А9              | Камера среднего сегмента, направленная на конкуренцию с устройствами китайских производителей. Максимальное разрешение съёмки — QHD. Внешне и аппаратно полностью копирует Hero5 Black, однако ряд функций (например, GPS и съёмка 4К-видео) программно усечены. Существует неофициальная прошивка, позволяющая разблокировать эти возможности и превратить камеру в полный аналог Hero5 Black.                   | [ 43 ] [ 44 ] [ 45 ]                      |
|      | GoPro Hero7 White                  | CHDHB-601 | 2018, 20 сентября | 62х28х45 мм, 92 г       | Qualcomm APQ8053 Lite     | Базовая камера линейки Hero7, доступная в светло-сером корпусе. Предназначена для замены предыдущей камеры, имеет по сравнению с ней меньшую толщину и массу. Обладает несъёмным аккумулятором. | [ 46 ]                                    |
|      | GoPro Hero7 Silver                 | CHDHC-601 | 2018, 20 сентября | 62х28х45 мм, 94 г       | Qualcomm APQ8053 Lite     | Камера среднего сегмента, доступная в тёмно-сером корпусе. Как и White, имеет несъёмный аккумулятор и те же размеры корпуса, однако по техническим характеристикам близка к Hero6 Black. | [ 46 ]                                    |
|      | GoPro Hero7 Black                  | CHDHX-701 | 2018, 20 сентября | 62х33х45 мм, 116 г      | Socionext SC2000A («GP1») | Флагманская камера линейки Hero7. Дизайн корпуса и большая часть аппаратного обеспечения аналогичны Hero6 Black, однако объём оперативной памяти увеличен до 1 ГБ. Поддерживается транслирование видео в интернет. Применяется технология стабилизации видео Hypersmooth. | [ 47 ] [ 48 ]                             |
|      | GoPro Hero7 Black Dusk White       |           | 2019, 3 марта     | 62х33х45 мм, 116 г      |                           | Лимитированное издание линейки Hero7. По функционалу аналогична Hero7 Black. В отличие от Hero7 Black, поставляется с белой рамкой и белым моноподом. | [ 49 ]                                    |
| Да   | GoPro Max                          | CHDHZ-201 | 2019, 2 октября   | 64×69×24 мм, 154 г      | Socionext SC2000A ("GP1") | 360-градусная камера, пришедшая на замену модели Fusion. Не нуждается в двух картах памяти, оснащена 6 микрофонами. Усовершенствованы механизмы стабилизации видео. | [ 50 ] [ 51 ] [ 52 ] [ 53 ]               |
|      | GoPro Hero8 Black                  | CHDHX-801 | 2019, 2 октября   | 66×49×28 мм, 126 г      | Socionext SC2000A («GP1») | Флагманская камера. Отличия от предшественника — новый режим узкоугольной видеосъёмки, технология стабилизации Hypersmooth 2.0, ряд других программных доработок, а также возможность снабжать камеру подключаемыми внешними модулями. Убрана поддержка сменных объективов. | [ 50 ] [ 54 ] [ 55 ] [ 56 ] [ 57 ] [ 58 ] |
|      | GoPro Hero9 Black                  | CHDHX-901 | 2020, 16 сентября | 71×55×34 мм, 158 г      | Socionext SC2000A («GP1») | Флагманская камера, в которой впервые со времён Hero4 вместо 12-Мп установлен новый 23,6-Мп сенсор Sony IMX677. Увеличены габариты и масса камеры, установлен более крупные экраны и более ёмкий аккумулятор на 1720 мАч. Поддерживается съёмка видео в разрешении 5K и стабилизация Hypersmooth 3.0. Возвращена возможность смены объектива. Впервые появился цветной дополнительный экран вместо монохромного.  | [ 59 ] [ 60 ] [ 61 ] [ 62 ] [ 63 ]        |
|      | GoPro Hero10 Black                 | CHDHX-101 | 2021, 16 октября  | 71×55×34 мм, 153 г      | Socionext M20V ("GP2")    | Флагманская камера. Лучшая передовая стабилизация Hypersmooth 4.0 + улучшенное выравнивание горизонта от 27° до 45°. Есть возможность смены объектива. Присутствуют два цветных экрана. Как и в прежней версии, здесь 23,6-Мп сенсор Sony IMX677 и неизмененные габариты, что даёт возможность использовать аксессуары от Hero9.                                                                                  | [ 64 ] [ 65 ] [ 66 ] [ 67 ]               |
|      | GoPro Hero10 Black Bones           | CHDBO-101 | 2022, 12 апреля   | 68х50х28 мм, 54 г       | Socionext M20V ("GP2")    | Курсовая камера для FPV-дронов. Аппаратное обеспечение аналогично Hero10 Black, но конструкция максимально облегчена и избавлена от ненужных для такого использования элементов — экранов, аккумулятора и динамиков, а её корпус видоизменён и лишён защиты от воды. Для питания от аккумулятора БПЛА используется 3-контактный разъём. Устройство продаётся только в США, а его стоимость равна исходной модели. | [ 68 ] [ 69 ] [ 70 ]                      |
|      | GoPro Hero11 Black Mini            | CHDHF-111 | 2022, 14 сентября | 52x51x38 мм, 133 г      | Socionext M20V ("GP2")    | Компактная камера, пришедшая на смену давно снятой с продаж серии Session, но не кубической формы. Оснащена только монохромным дисплеем, несъёмным аккумулятором, одним динамиком и не поддерживает GPS, в остальном аппаратно идентична Hero11 Black. | [ 71 ]                                    |
|      | GoPro Hero11 Black                 | CHDHX-111 | 2022, 14 сентября | 72x51x34 мм, 154 г      | Socionext M20V ("GP2")    | Флагманская камера, главными новшествами в которой стали улучшенная система стабилизации HyperSmooth 5.0 и поддержка 10-битной глубины цвета более 10 млрд оттенков), а также новый 27-мегапиксельный сенсор. Специальное издание Creators Edition представляет собой ту же камеру с большим комплектом аксессуаров для видеоблоггинга.                                                                           | [ 71 ] [ 72 ]                             |
|      | GoPro Hero12 Black                 | CHDHX-121 | 2023, 13 сентября | 71.8×50.8×33.6 мм 154 г | Socionext M20V ("GP2")    | Флагманская камера, HyperSmooth 6.0, запись в формате 8 : 7 (полный сенсор) теперь доступна для всех, включая режимы TimeWarp и Night Effect |                                           |
|      | GoPro Hero13 Black                 | CHDHX-131 | 2024, 4 сентября  | 71.8×50.8×33.6 мм 154 г | Socionext M20V ("GP2")    | Флагманская камера. Увеличена емкость батареи на 10% (lдо 1900 mAh), добавлена поддержка WI-FI 6, новые настройки звука и добавлены сменные объективы |                                           |
|      | GoPro Hero (2024)                  |           | 2024, 4 сентября  | 56.6x47.7x29.4 мм 86 г  |                           | Камера начального уровня |                                           |
|      | GoPro Hero13 Black in Polar White  | CHDHX-131 | 2025, 24 марта    | 71.8×50.8×33.6 мм 154 г | Socionext M20V ("GP2")    | Лимитированное издание линейки Hero13. По функционалу аналогична Hero13 Black. |                                           |
|      | GoPro Hero13 Black in Forest Green | CHDHX-131 | 2025, 24 июня     | 71.8×50.8×33.6 мм 154 г | Socionext M20V ("GP2")    | Лимитированное издание линейки Hero13. По функционалу аналогична Hero13 Black. |                                           |